# 점곡고등학교
점곡고등학교는 경상북도 의성군 점곡면에 있었던 공립 고등학교이다.

## 연혁
- 1972년 12월 26일 : 점곡중학교 병설 점곡고등학교 설립 인가
- 1973년 5월 19일 : 점곡중학교 병설 개교
- 1994년 3월 1일 : 폐교[1]

## 폐교 이후
폐교 이후, 점곡고등학교 부지에는 의성사촌문화공간이 들어섰다.